# Capital jurídico
O capital jurídico consiste em uma análise juseconômica do conjunto de regras jurídicas de uma sociedade fruto de suas experiências e valores ao longo do tempo, as quais vão se acumulando, reformulando-se, ou se perdendo, à medida que a sociedade avança. Essas normas visam assegurar a estabilidade e previsibilidade das relações jurídicas, ao promover a segurança jurídica, isto é, a redução do desvio-padrão das decisões sobre casos semelhantes. Essa segurança, por sua vez, favorece a cooperação social e a confiança mútua, ao reduzir conflitos (lides) e incentivar interações e negociações contínuas entre os indivíduos (relações sociais).

## O Direito como um bem público e durável
Para Buchanan, o conjunto de regras jurídicas é um bem capital, com características de bem público, pois, ao elaborar as leis de convivência, o principal objetivo almejado seria limitar futuramente determinados comportamentos. Limites estes que, quando impostos a sociedade, permitiriam um planejamento baseado em previsões mais precisas e estáveis de seus resultados decorrentes das interações entre seus integrantes. Esse fenômeno faz do direito um bem durável cuja utilidade se usufrui ao longo do tempo, isto é, enquanto essas regras forem efetivamente aplicadas pelo Poder Judiciário haverá segurança jurídica para aqueles que se beneficiam delas, toda a coletividade. 

## A aplicação e a criação de regras jurídicas pelo judiciário
O sistema jurídico, de origem romano-germânica (e.g. sistema jurídico brasileiro), é baseado, mas não unicamente formado, em normas escritas, como leis e códigos. Onde a essência da atividade judicante pode ser representada pelo diagrama hermenêutico. 

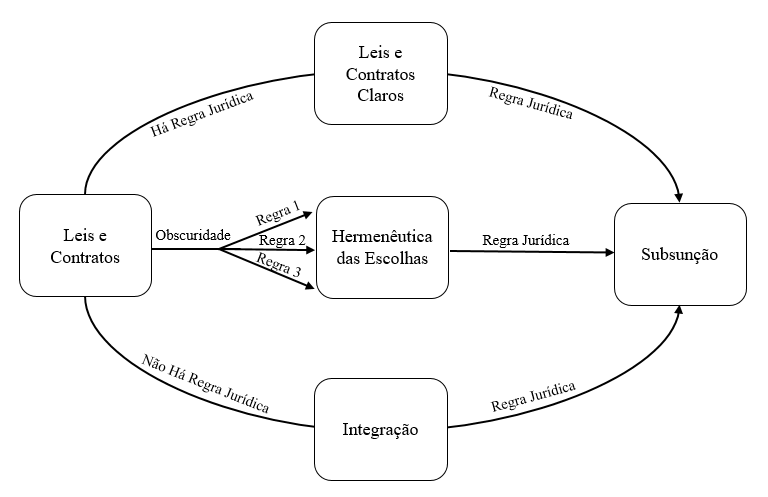
As três figuras centrais representam o eixo da atividade judicante em um Estado Democrático de direito em que o non liquet é vedado (art. 140 do CPC).

Diante da ausência de um acordo entre as partes, o conflito (lide) é submetido ao Poder Judiciário, momento em que o magistrado, por meio de sua atividade judicante, irá identificar a norma jurídica aplicável ao caso concreto. Identificada ou escolhida a norma, esta, em princípio, contém uma regra de decisão destinada à resolução da controvérsia em discussão. O que permitirá a subsunção, isto é, a aplicação da regra jurídica, pelo magistrado, aos fatos comprovados no processo, a fim de proferir uma decisão para resolver a questão em análise. Todavia, em um sistema jurídico que proíbe o non liquet (disposto no artigo 140 do Código de Processo Civil), o magistrado, diante da obscuridade da norma (hipótese em que a norma possui mais de uma interpretação ou conceitos indeterminados) ou da lacuna legal (hipóteses onde não há uma regra prévia a ser aplicada), irá se deparar com outras duas hipóteses de soluções cabíveis, as quais decorrem do seu poder legiferante no exercício regular de sua função adjudicatória: a hermenêutica das escolhas e a integração. 

## O ordenamento jurídico como um bem capital
A dinâmica presente no diagrama hermenêutico pode ser interpretado, do ponto de vista juseconômico, como um mecanismo de criação, depreciação e reposição de capital jurídico, a partir de uma abordagem da teoria capital-investimento, representado no ciclo da litigância.

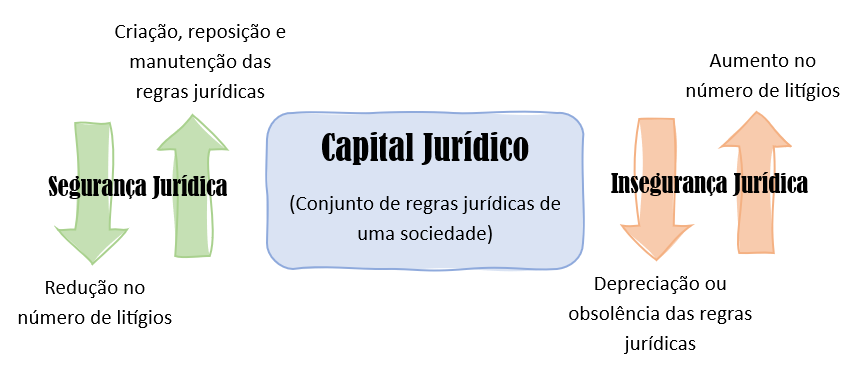
Os efeitos da criação, reposição, manutenção, depreciação ou obsolência do capital jurídico.

### Criação e reposição do capital jurídico
O Judiciário, ao aplicar reiteradamente tais regras (de origem legislativa ou do poder legiferante no exercício regular de sua função adjudicatória), permite que a coletividade possa realizar previsões acerca de como um magistrado resolveria aquele conflito em especifico. Ao possibilitar que os agentes econômicos antecipem e negociem previamente a alocação de riscos de um determinado evento ou os custos de um determinado sinistro, estejam eles previstos em contrato ou não (e.g.  responsabilidade civil extracontratual ou lacuna contratual).
A segurança jurídica, benefício resultado do aumento de capital jurídico, incentiva a autocomposição (cooperação espontânea entre as partes), uma vez que, esta alcançaria o mesmo resultado que seria obtido por uma heterocomposição (um julgamento pelo magistrado). Logo, é um cenário mais eficiente (economicamente e socialmente), para as partes e para a coletividade, pois, caminha em direção oposta a tragédia do judiciário, e o seu problema de sobreutilização que leva a sua morosidade.

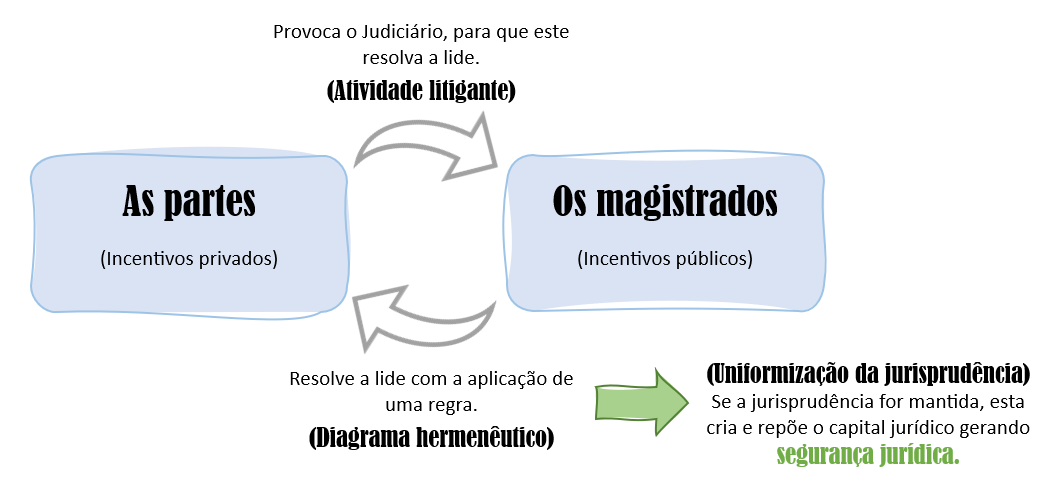
A relação entre a atividade litigante e a uniforminazção de jurisprudência para a produção e reposição do capital jurídico.

Contudo, o capital jurídico só é reposto ou formado se houver investimentos em formação de jurisprudência (criada legalmente a partir da hermenêutica das escolhas ou da integração), o que requer necessariamente investimentos privados complementares das partes em atividades litigiosas e, incentivos aos magistrados, para que estes produzam e mantenham a jurisprudência uniformizada (evitar o anarquismo judicial), o que resulta, consequentemente, na segurança jurídica.

### Depreciação do capital jurídico
A depreciação do capital ocorre no sentido econômico. Quando o valor social da informação que a regra jurídica carrega perde utilidade ao longo do tempo em decorrência das mudanças das circunstâncias, sejam elas: econômicas ou sociais, na legislação, nos integrantes do tribunal competente ou em outros parâmetros jurídicos.
Essas interferências externas podem reduzir o valor das regras jurídicas, desencadeando a insegurança jurídica (imprevisibilidade dos resultados) e, portanto, também diminuem os benefícios extraídos do capital jurídico, pois ocorre a depreciação de suas regras jurídicas, que, consequentemente, contribuem para a tragédia do judiciário (sobreutilização do judiciário), por meio da expansão da litigância. É o que ocorre, por exemplo, quando há uma norma jurídica clara e o Judiciário cria regras jurídicas (mesmo na ausência de obscuridade e lacuna) pela simples alteração da literalidade da lei (interpretação contra legem) ou na ausência de mecanismos de uniformização da jurisprudência, ainda que esta seja meramente persuasiva.